# Wicket W. Warrick
Wicket W. Warrick är en rollfigur (ewok) i Stjärnornas krig. Wicket och de andra ewokerna dyker upp i Jedins återkomst (1983), den sjätte delen av sagan om Stjärnornas krig. Han är även med i de båda tv-filmerna om ewokerna, Hjältarnas karavan: Ewokernas återkomst (1984) och Ewoks: Flykten från Endor (1985). I dessa tre filmer spelas han av Warwick Davis.

## Fiktiv biografi
Wicket är en mindre ewokspanare som bor i byn Bright Tree Village på skogsmånen Endor. I Jedins återkomst är han ute och vandrar i skogen när han upptäcker den avsvimmade prinsessan Leia Organa, och tar med sig henne till byn.
I den tecknade serien Ewokerna (1985–1986), som utspelar sig före Jedins återkomst, är Wicket bara en yngling och är med om en hel del äventyr tillsammans med sina vänner Teebo, Kneesa och Latara. I serien får man även se att Wicket har två äldre bröder, den lite mognare Weechee, och den barnslige och klumpige Widdle.